# Districte de Nyon

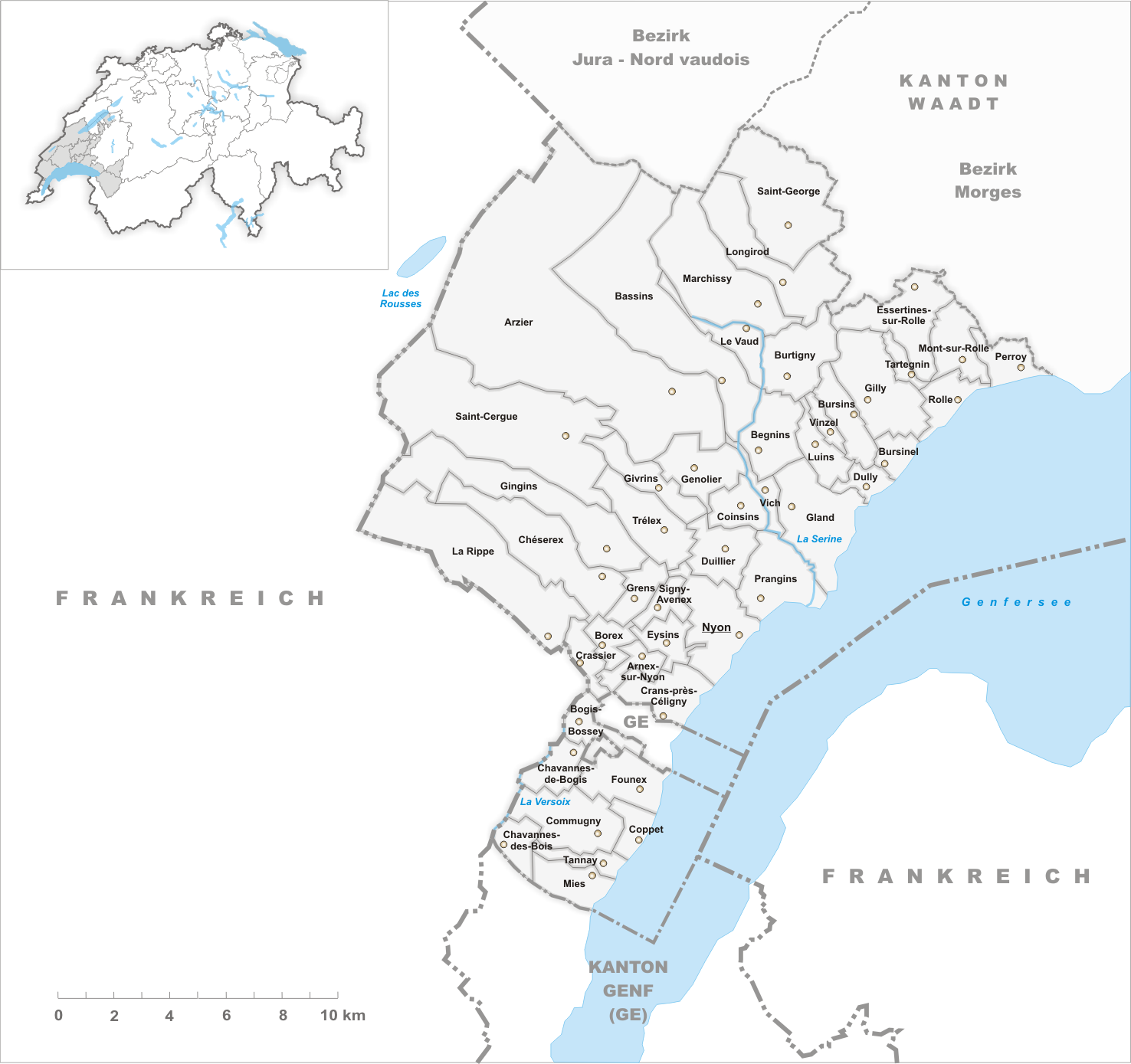
El districte de Nyon

El districte de Nyon és un dels districtes actuals del cantó suís de Vaud. Té 77985 habitants i una superfície de 307,34 km². Després de la reorganització de 2008 està format per 47 municipis, els originals del districte més tot l'antic districte de Rolle (excepte Allaman) i els municipis de Longirod, Marchissy i Saint-George del districte d'Aubonne. El cap del districte és Nyon.

## Municipis
- Arnex-sur-Nyon
- Arzier
- Bassins
- Begnins
- Bogis-Bossey
- Borex
- Bursinel
- Bursins
- Burtigny
- Chavannes-de-Bogis
- Chavannes-des-Bois
- Chéserex
- Coinsins
- Commugny
- Coppet
- Crans-près-Céligny
- Crassier (Vaud)
- Duillier
- Dully
- Essertines-sur-Rolle
- Eysins
- Founex
- Genolier
- Gilly (Vaud)
- Gingins
- Givrins
- Gland (Vaud)
- Grens
- Longirod
- Luins
- Marchissy
- Mies
- Mont-sur-Rolle
- Nyon
- Perroy (Vaud)
- Prangins
- La Rippe
- Rolle
- Saint-Cergue
- Saint-George
- Signy-Avenex
- Tannay (Vaud)
- Tartegnin
- Trélex
- Le Vaud
- Vich
- Vinzel